# فريدريك إس. ليمان
فريدريك إس. ليمان (بالإنجليزية: Frederick S. Lyman)‏ هو شخصية أعمال أمريكي، ولد في 25 يوليو 1837 في هيلو في الولايات المتحدة، وتوفي في 14 أبريل 1918.